# Sede Deportiva de Atlético Nacional
La Sede Deportiva de Atlético Nacional es un conjunto de instalaciones deportivas propiedad de Atlético Nacional ubicado en el municipio de Guarne, Antioquia. Fue inaugurado el 8 de junio de 2010 y tiene una superficie de 81.777 m². Allí el primer equipo, las inferiores y el equipo femenino realizan sus entrenamientos. La sede deportiva alberga los partidos de local del equipo sub-20 en el Campeonato Juvenil y del equipo femenino en el Campeonato Nacional de Clubes Femenino.

## Historia
Anteriormente, debido a la falta de un centro de entreno, los jugadores de Atlético Nacional debían entrenar en el estadio Atanasio Girardot, en las canchas de fútbol del complejo deportivo Atanasio Girardot. En 2007 la junta directiva aprobó el proyecto para la realización de la sede. En octubre de 2008 se inició la construcción del complejo deportivo. La construcción fue dividida en dos etapas, en la primera se construyeron 3 canchas de fútbol, hotel para la concentración de los jugadores, oficinas administrativas y una zona húmeda. En la segunda se construyó el centro de alto rendimiento. La sede fue inaugurada el 14 de agosto de 2010.

### Centro de alto rendimiento
En octubre de 2015 se inició la remodelación de la Sede Deportiva, que dio como resultado la construcción del Centro de Alto Rendimiento (CAR) en un área de 2 930 m², según el club, «Cuenta con características especiales para que los jugadores profesionales y juveniles desarrollen al máximo sus habilidades en un espacio creado únicamente para deportistas de alto rendimiento». Tiene dos canchas de fútbol, una cancha rápida de 30 x 20 en césped sintético y otra en césped natural de 110 x 70. El centro fue finalizado en 2016 y es uno de los más modernos de América Latina.

## Instalaciones
- Sala de prensa[2]
- Canchas de Fútbol
  - Campo 1: (110 x 70 metros). Césped natural.
  - Campo 2: (110 x 70 metros). Césped sintético.
  - Campo 3: (90 x 60 metros). Césped natural.
  - Campo 4: (90 x 60 metros). Césped natural.
- Gimnasio
- Consultorio médico

- Camerinos
- Zona húmeda
- Parqueaderos